# Mario Seidl
Mario Seidl (ur. 8 grudnia 1992) – austriacki dwuboista klasyczny, brązowy medalista igrzysk olimpijskich i trzykrotny medalista mistrzostw świata, zwycięzca Letniego Grand Prix 2018.

## Kariera
Po raz pierwszy na arenie międzynarodowej Seidl pojawił się 3 marca 2007 roku w Toblach, gdzie w zawodach juniorskich zajął 12. miejsce w zawodach metodą Gundersena. W 2010 roku wystartował na mistrzostwach świata juniorów w Hinterzarten, gdzie był dwunasty sprincie i dziewiąty w sztafecie. Jeszcze dwukrotnie startował na imprezach tego cyklu, najlepszy wynik osiągając na mistrzostwach świata juniorów w Otepää, gdzie był siódmy w sprincie.
W Pucharze Świata zadebiutował 3 lutego 2012 roku w Val di Fiemme, zajmując 36. miejsce w zawodach Penalty Race. Pierwsze pucharowe punkty wywalczył blisko rok później, 15 grudnia 2012 roku w Ramsau, zajmując 12. miejsce w Gundersenie. Sezon 2012/2013 zakończył na 24. pozycji w klasyfikacji generalnej. Pierwszy raz w czołowej dziesiątce zawodów Pucharu Świata znalazł się 9 lutego 2013 roku w Ałmaty, gdzie był piąty w Gundersenie. Pierwsze podium wywalczył podczas próby przedolimpijskiej 4 lutego 2017 roku w Pjongczangu, kończąc rywalizację w Gundersenie na drugiej pozycji. Rozdzielił tam Niemców: Johannesa Rydzeka i Fabiana Rießle. Dzień później na tej samej skoczni zajął trzecie miejsce. W klasyfikacji generalnej sezonu 2016/2017 był szósty. W kolejnym sezonie jeden raz stanął na podium, 10 marca 2018 roku w Oslo był trzeci. Sezon zakończył na 11. miejsce w klasyfikacji końcowej oraz trzecim w klasyfikacji najlepszych skoczków.
W 2017 roku, wspólnie z Bernhardem Gruberem, Paulem Gerstgraserem i Philippem Orterem zdobył brązowy medal w sztafecie. Był też między innymi czwarty w Gundersenie na dużej skoczni, gdzie w walce o medal lepszy o 4,4 sekundy okazał się François Braud z Francji. Brązowy medal w sztafecie zdobył także na igrzyskach olimpijskich w Pjongczangu. W startach indywidualnych zajął trzynaste miejsce na dużym obiekcie.

## Osiągnięcia

### Igrzyska olimpijskie
| Miejsce | Dzień     | Rok  | Miejscowość | Konkurencja           | Wynik zwycięzcy | Strata  | Zwycięzca       |
| ------- | --------- | ---- | ----------- | --------------------- | --------------- | ------- | --------------- |
| 13.     | 20 lutego | 2018 | Pjongczang  | Gundersen HS140/10 km | 23:52,5         | +1:28,5 | Johannes Rydzek |
| 3.      | 22 lutego | 2018 | Pjongczang  | Sztafeta HS140/4x5 km | 46:09,8         | +1:13,8 | Niemcy          |
| 13.     | 15 lutego | 2022 | Zhangjiakou | Gundersen HS140/10 km | 27:13,3         | +1:15,2 | Jørgen Graabak  |

### Mistrzostwa świata
| Miejsce | Dzień     | Rok  | Miejscowość      | Konkurencja           | Wynik zwycięzcy | Strata  | Zwycięzca          |
| ------- | --------- | ---- | ---------------- | --------------------- | --------------- | ------- | ------------------ |
| 18.     | 24 lutego | 2017 | Lahti            | Gundersen HS100/10 km | 26:19,6         | +1:13,6 | Johannes Rydzek    |
| 3.      | 26 lutego | 2017 | Lahti            | Sztafeta HS100/4x5 km | 47:57,3         | +1:03,7 | Niemcy             |
| 4.      | 1 marca   | 2017 | Lahti            | Gundersen HS130/10 km | 26:41,6         | +17,4   | Johannes Rydzek    |
| 4.      | 22 lutego | 2019 | Seefeld in Tirol | Gundersen HS130/10 km | 23:43,0         | +15,3   | Eric Frenzel       |
| 7.      | 28 lutego | 2019 | Seefeld in Tirol | Gundersen HS109/10 km | 25:01,3         | +44,3   | Jarl Magnus Riiber |
| 3.      | 2 marca   | 2019 | Seefeld in Tirol | Sztafeta HS109/4x5 km | 50:15,5         | +5,0    | Norwegia           |
| 3.      | 28 lutego | 2021 | Oberstdorf       | Sztafeta HS106/4x5 km | 43:57,7         | +49,1   | Norwegia           |
| 12.     | 4 marca   | 2021 | Oberstdorf       | Gundersen HS137/10 km | 23:11,1         | +2:39,4 | Johannes Lamparter |

### Mistrzostwa świata juniorów
| Miejsce | Dzień       | Rok  | Miejscowość  | Konkurencja           | Wynik zwycięzcy | Strata  | Zwycięzca            |
| ------- | ----------- | ---- | ------------ | --------------------- | --------------- | ------- | -------------------- |
| 12.     | 27 stycznia | 2010 | Hinterzarten | Sprint HS106/5 km     | 12:55,4         | +47,6   | Junshirō Kobayashi   |
| DNF     | 29 stycznia | 2010 | Hinterzarten | Gundersen HS106/10 km | 29:43,5         | -       | Ole Christian Wendel |
| 9.      | 31 stycznia | 2010 | Hinterzarten | Sztafeta HS106/4x5 km | 53:00,1         | +3:35,5 | Niemcy               |
| 23.     | 27 stycznia | 2011 | Otepää       | Gundersen HS100/10 km | 26:37,7         | +3:09,3 | Johannes Rydzek      |
| 7.      | 29 stycznia | 2011 | Otepää       | Sprint HS100/5 km     | 12:44,5         | +1:16,4 | Marjan Jelenko       |
| 21.     | 22 lutego   | 2012 | Erzurum      | Gundersen HS109/10 km | 26:50,8         | +1:14,4 | Mattia Runggaldier   |
| 27.     | 25 lutego   | 2012 | Erzurum      | Sprint HS109/5 km     | 12:52,9         | +1:22,1 | Øystein Granbu Lien  |

### Puchar Świata

#### Miejsca w klasyfikacji generalnej
- sezon 2011/2012: niesklasyfikowany
- sezon 2012/2013: 24.
- sezon 2013/2014: 31.
- sezon 2014/2015: 31.
- sezon 2015/2016: 16.
- sezon 2016/2017: 6.
- sezon 2017/2018: 11.
- sezon 2018/2019: 6.
- sezon 2019/2020: nie brał udziału
- sezon 2020/2021: 20.
- sezon 2021/2022: 10.
- sezon 2022/2023: 17.
- sezon 2023/2024: 36.

#### Miejsca na podium chronologicznie
| Nr | Data              | Miejscowość   | Konkurencja           | Wynik zwycięzcy | Pozycja | Strata | Zwycięzca          |
| -- | ----------------- | ------------- | --------------------- | --------------- | ------- | ------ | ------------------ |
| 1. | 4 lutego 2017     | Pjongczang    | Gundersen HS140/10 km | 25:12,9         | 2.      | +20,0  | Johannes Rydzek    |
| 2. | 5 lutego 2017     | Pjongczang    | Gundersen HS140/10 km | 26:14,0         | 3.      | +19,0  | Johannes Rydzek    |
| 3. | 10 marca 2018     | Oslo          | Gundersen HS134/10 km | 25:19,0         | 3.      | +20,3  | Akito Watabe       |
| 4. | 24 listopada 2018 | Ruka          | Gundersen HS142/10 km | 26:02,5         | 1.      | -      | -                  |
| 5. | 11 stycznia 2019  | Val di Fiemme | Gundersen HS135/10 km | 26:58,4         | 3.      | +7,1   | Johannes Rydzek    |
| 6. | 20 stycznia 2019  | Chaux-Neuve   | Gundersen HS118/15 km | 35:44,0         | 1.      | -      | -                  |
| 7. | 10 lutego 2019    | Lahti         | Gundersen HS130/10 km | 24:39,8         | 3.      | +15,6  | Jørgen Gråbak      |
| 8. | 6 marca 2022      | Oslo          | Gundersen HS134/10 km | 24:00,9         | 2.      | +17,8  | Jarl Magnus Riiber |

### Puchar Kontynentalny

#### Miejsca w klasyfikacji generalnej
- sezon 2009/2010: 100.
- sezon 2010/2011: niesklasyfikowany
- sezon 2011/2012: 38.
- sezon 2013/2014: 33.
- sezon 2014/2015: 17.
- sezon 2023/2024: 8.

#### Miejsca na podium
| Nr | Data            | Miejscowość | Konkurencja           | Wynik zwycięzcy | Pozycja | Strata  | Zwycięzca             |
| -- | --------------- | ----------- | --------------------- | --------------- | ------- | ------- | --------------------- |
| 1. | 22 lutego 2015  | Klingenthal | Gundersen HS140/10 km | 23:33,7         | 3.      | +1:06,2 | Jarl Magnus Riiber    |
| 2. | 28 lutego 2015  | Ruka        | Gundersen HS142/10 km | 26:28,3         | 2.      | +13,0   | Bernhard Flaschberger |
| 3. | 16 grudnia 2023 | Ruka        | Gundersen HS142/10 km | 27:00,5         | 1.      | -       | -                     |
| 4. | 17 grudnia 2023 | Ruka        | Gundersen HS142/10 km | 28:12,6         | 1.      | -       | -                     |
| 5. | 16 lutego 2024  | Eisenerz    | Gundersen HS109/10 km | 26:01,9         | 1.      | -       | -                     |
| 6. | 18 lutego 2024  | Eisenerz    | Gundersen HS109/10 km | 28:41,1         | 1.      | -       | -                     |

### Letnie Grand Prix

#### Miejsca w klasyfikacji generalnej
- 2010: niesklasyfikowany
- 2011: 27.
- 2012: nie brał udziału
- 2013: 17.
- 2014: 6.
- 2015: 4.
- 2016: 2.
- 2017: (1.)[4]
- 2018: 1. (1.)[5]
- 2019: nie brał udziału
- 2021: 2. (2.)[6]

#### Miejsca na podium chronologicznie
| Nr  | Data             | Miejscowość    | Konkurencja           | Wynik zwycięzcy | Pozycja | Strata | Zwycięzca          |
| --- | ---------------- | -------------- | --------------------- | --------------- | ------- | ------ | ------------------ |
| 1.  | 2 września 2015  | Tschagguns     | Gundersen HS108/10 km | 23:40,6         | 1.      | -      | -                  |
| 2.  | 4 września 2015  | Oberstdorf     | Gundersen HS137/10 km | 26:21,4         | 3.      | +27,1  | Johannes Rydzek    |
| 3.  | 28 sierpnia 2016 | Oberwiesenthal | Gundersen HS106/10 km | 26:43,7         | 2.      | +2,8   | Jarl Magnus Riiber |
| 4.  | 31 sierpnia 2016 | Villach        | Gundersen HS98/10 km  | 23:08,4         | 1.      | -      | -                  |
| 5.  | 3 września 2016  | Oberstdorf     | Gundersen HS137/10 km | 26:45,6         | 3.      | +23,1  | Jarl Magnus Riiber |
| 6.  | 20 sierpnia 2017 | Oberwiesenthal | Gundersen HS106/10 km | 25:18,5         | 1.      | -      | -                  |
| 7.  | 23 sierpnia 2017 | Tschagguns     | Gundersen HS108/10 km | 23:09,9         | 2.      | +0,3   | Fabian Rießle      |
| 8.  | 25 sierpnia 2017 | Oberstdorf     | Gundersen HS137/10 km | 25:27,0         | 3.      | +36,0  | Eric Frenzel       |
| 9.  | 26 sierpnia 2017 | Oberstdorf     | Gundersen HS137/10 km | 26:26,3         | 1.      | -      | -                  |
| 10. | 19 sierpnia 2018 | Oberwiesenthal | Gundersen HS106/10 km | 24:37,5         | 2.      | +0,3   | Johannes Rydzek    |
| 11. | 22 sierpnia 2018 | Villach        | Gundersen HS98/10 km  | 22:58,1         | 3.      | +18,6  | Ilkka Herola       |
| 12. | 24 sierpnia 2018 | Oberstdorf     | Gundersen HS137/10 km | 27:19,7         | 2.      | +2,4   | Vinzenz Geiger     |
| 13. | 22 września 2018 | Planica        | Gundersen HS140/10 km | 25:53,6         | 1.      | -      | -                  |
| 14. | 23 września 2018 | Planica        | Gundersen HS140/10 km | 24:27,1         | 1.      | -      | -                  |
| 15. | 28 sierpnia 2021 | Oberhof        | Gundersen HS140/10 km | 21:07,6         | 2.      | +0,1   | Ilkka Herola       |
| 16. | 1 września 2021  | Oberwiesenthal | Gundersen HS105/10 km | 21:38,3         | 2.      | +1,2   | Vinzenz Geiger     |
| 17. | 4 września 2021  | Villach        | Gundersen HS98/10 km  | 21:47,9         | 2.      | +11,1  | Ilkka Herola       |
| 18. | 5 września 2021  | Villach        | Gundersen HS98/10 km  | 22:00,5         | 1.      | -      | -                  |